# Rubrik (Liturgie)

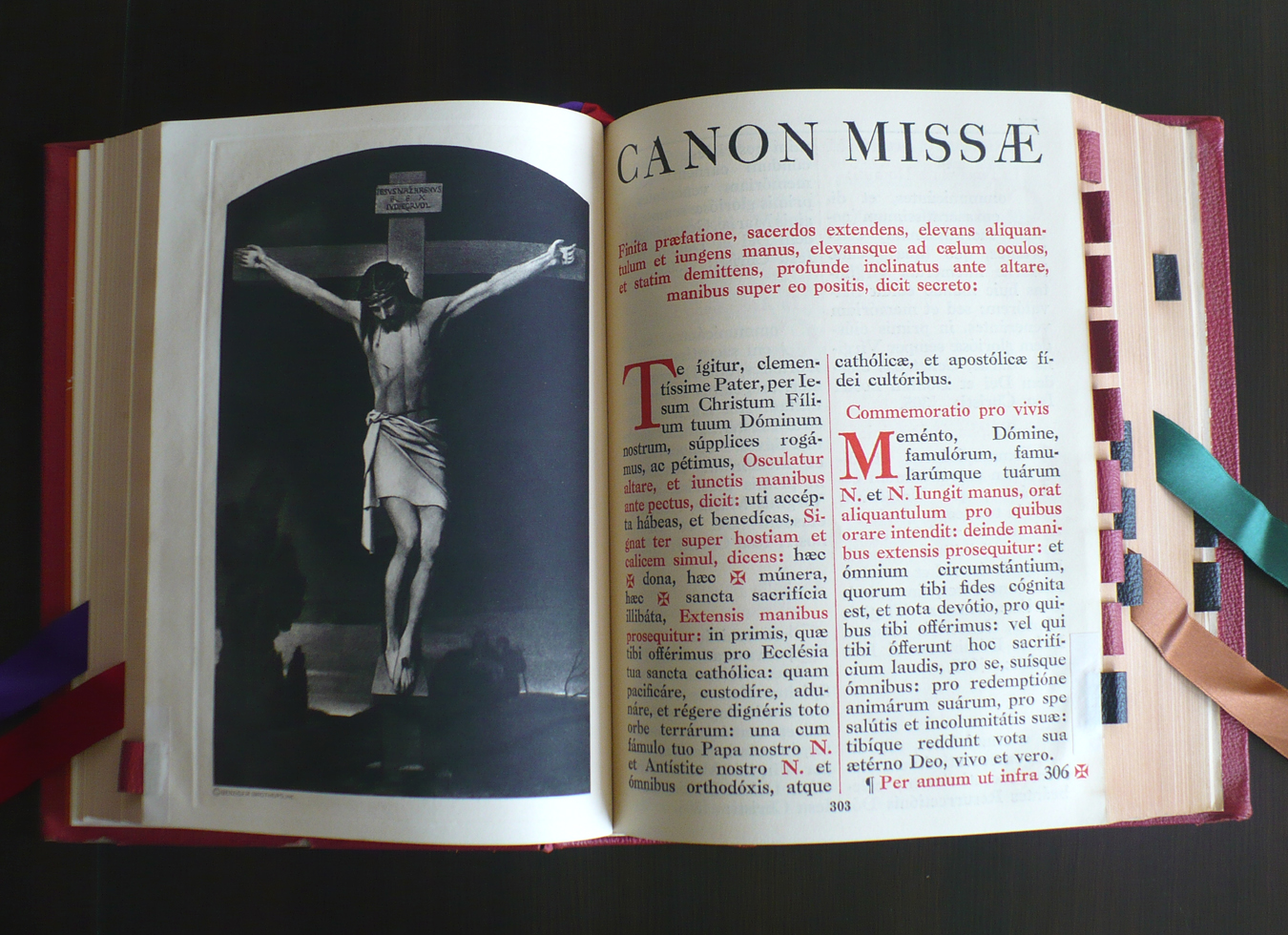
Das römische Messbuch in der Ausgabe von 1962 mit Rubriken

Der Begriff Rubriken leitet sich vom lateinischen Wort  rubrum ‚rot‘ ab und bezeichnet in den liturgischen Büchern Anweisungen für die Liturgie. Diese sind zur besseren Unterscheidung von den liturgischen Gebeten und Texten und zur Hervorhebung in roter Farbe geschrieben oder gedruckt.
Das Gebiet der Liturgiewissenschaft, das sich mit Rubriken beschäftigt, nennt man Rubrizistik oder Zeremonienlehre.
Rubrik ist außerdem eine alte Bezeichnung für eine Überschrift, die in roter Schrift geschrieben wurde. Ebenso werden die in rot geschriebenen Anfangsbuchstaben mittelalterlicher Handschriften als Rubriken bezeichnet. Sie dienten zum Schmuck und zur Gliederung des Textes (siehe: Rubrizierung).
Abwertend wird die formalistische, auf das genaueste ausgerichtete Befolgung der liturgischen Rubriken auch Rubrizismus genannt.